# NGC 7206
NGC 7206 este o galaxie lenticulară situată în constelația Pegas. A fost descoperită în 7 august 1864 de către Albert Marth.